# Iville
Iville es una localidad y comuna francesa situada en la región de Alta Normandía, departamento de Eure, en el distrito de Évreux y cantón de Le Neubourg.

## Geografía
Se encuentra 4 km al norte de Le Neubourg, en la carretera D840.

## Demografía
| 327 | 314 | 335 | 328 | 410 | 401 |
| Para los censos de 1962 a 1999 la población legal corresponde a la población sin duplicidades (Fuente: INSEE [Consultar]) |     |     |     |     |     |

## Administración
La comuna forma parte de la Communauté de communes du Pays du Neubourg. Además también está integrada en varios sindicatos intercomunales para la prestación de diversos servicios:
- S.A.E.P d'Amfreville la Campagne
- S.I.V.O.S d'Iville
- Syndicat de transport scolaire du Neubourg
- Syndicat de l'électricité et du gaz de l'Eure (SIEGE)
- S.E.R.G.E.P du pays du Neubourg

### Riesgos
Dentro de la información comunal sobre riesgos mayores, disponible en la página de la prefectura del departament , Iville presenta riesgos por cavidades subterráneas y por el transporte por carretera de mercancías peligrosas.

## Lugares y monumentos
- Iglesia inscrita en el inventario de monumentos históricos franceses.